# Hans Muzik
Hans Muzik (* 22. Dezember 1940 in Deutsch-Wagram; † 14. Dezember 2020) war ein österreichischer Politiker (SPÖ) und Bundesbahnbediensteter. Er war von 1991 bis 2003 Abgeordneter zum Landtag von Niederösterreich.

## Leben
Hans Muzik besuchte nach der Volksschule eine Hauptschule und absolvierte in der Folge eine Lehre als Maschinenschlosser. 1960 wurde er Lokomotivführer. Politisch engagierte sich Muzik ab 1975 im Gemeinderat von Deutsch-Wagram, 1980 stieg er zum Vizebürgermeister auf. Zwischen 1983 und 1999 hatte er das Amt des Bürgermeisters von Deutsch-Wagram inne. Muzik vertrat die SPÖ zudem vom 11. September 1991 bis zum 24. April 2003 in Niederösterreichischen Landtag. Er wurde in Deutsch-Wagram bestattet.

## Auszeichnungen
- 2002: Großes Silbernes Ehrenzeichen für Verdienste um die Republik Österreich[3]